# Billedgalleri
Billedgalleri er samling af billeder ophængt eller præsenteret på en systematisk måde.
Det kan fx være et Websted eller en websted på nettet med en fotografs fremvisning af digitale billeder på en enkel måde. Normalt følger der programmer med køb af et digitalkamera, som har denne gallerifunktion eller samling af fotografier.
Men billedgalleri kan også være præsentation af papirbilleder eller papirfotografier ophængt i et udstillingsrum. 

## Eksempler
Wikipedia indeholder en funktion (gallery), der tillader en ligefrem præsentation af billeder:
- Pladetektonik
- Jomfru Maria og Jesus med tre engle. Glaseret lertøj af Andrea Della Robbia.
- Eksempler på konserveret mad